# Чмель
Чмель (укр. Чміль) — село на Украине, находится в Емильчинском районе Житомирской области.
Код КОАТУУ — 1821784403. Население по переписи 2001 года составляет 307 человек. Почтовый индекс — 11212. Телефонный код — 4149. Занимает площадь 1,2 км².

## Адрес местного совета
11211, Житомирская область, Емильчинский р-н, с.Осовка